# Gekko (animal)
Gekko es un género de reptiles escamosos pertenecientes a la familia Gekkonidae. Se distribuyen por el Sudeste Asiático y Oceanía y viven en ambientes húmedos (bosques).
En su mayoría son insectívoros, a veces con otras fuentes alimenticias tales como frutas, pequeños mamíferos y pequeños reptiles. 
Estos animales son principalmente arbóreos, y cuentan con unos dedos adhesivos que les permiten subir casi cualquier superficie.

## Especies
Se reconocen las 65 siguientes listadas alfabéticamente según The Reptile Database:
- Gekko aaronbaueri Tri, Thai, Phimvohan, David & Teynié, 2015.
- Gekko adleri Nguyen, Wang, Yang, Lehmann, Le, Ziegler & Bonkowski, 2013.
- Gekko albofasciolatus (Günther, 1867).
- Gekko alpinus Ma, Shi, Shen, Chang & Jiang, 2024.[2]
- Gekko athymus Brown & Alcala, 1962.
- Gekko auriverrucosus Zhou & Liu, 1982.
- Gekko badenii Szczerbak & Nekrasova, 1994.
- Gekko boehmei Luu, Calame, Nguyen, Le & Ziegler, 2015.
- Gekko bonkowskii Luu, Calame, Nguyen, Le & Ziegler, 2015.
- Gekko canaensis Ngo & Gamble, 2011.
- Gekko canhi Rösler, Nguyen, Van Doan, Ho, Nguyen & Ziegler, 2010.
- Gekko carusadensis Linkem, Siler, Diesmos, Sy & Brown, 2010.
- Gekko chinensis (Gray, 1842).
- Gekko coi Brown, Siler, Oliveros, Diesmos & Alcala, 2011.
- Gekko crombota Brown, Oliveros, Siler & Diesmos, 2008.
- Gekko ernstkelleri Rösler, Siler, Brown, Demeglio & Gaulke, 2006.
- Gekko fengshanensis Z. Huang, H.-T. Wang, Qi, Song, Y. Huang, Y.-Y. Wang & Mo, 2025[3]
- Gekko gecko (Linnaeus, 1758).
- Gekko gigante Brown & Alcala, 1978.
- Gekko grossmanni Günther, 1994.
- Gekko hokouensis Pope, 1928.
- Gekko japonicus (Schlegel, 1836)
- Gekko kaiyai Zhang, Wu & Zhang[4]
- Gekko kikuchii (Oshima, 1912).
- Gekko kwangsiensis Yang, 2015.
- Gekko lauhachindai Panitvong, Sumontha, Konlek & Kunya, 2010.
- Gekko liboensis Zhou, Liu & Li, 1982.
- Gekko melli (Vogt, 1922).
- Gekko mindorensis Taylor, 1919
- Gekko mizoramensis Lalremsanga, Muansanga, Vabeiryureilai & Mirza, 2023.[5]
- Gekko monarchus (Schlegel, 1836).
- Gekko nutaphandi Bauer, Sumontha & Pauwels, 2008.
- Gekko palawanensis Taylor, 1925.
- Gekko palmatus Boulenger, 1907.
- Gekko paucituberculatus Wang, Qi, Zhou & Wang, 2024.[6]
- Gekko petricolus Taylor, 1962.
- Gekko porosus Taylor, 1922.
- Gekko prep Zhou, Chen, Liu, X.-J. Li, Qi, J.-L. Li & Peng, 2025.[7]
- Gekko reevesii (Gray, 1831).
- Gekko remotus Rösler, Ineich, Wilms & Böhme, 2012.
- Gekko romblon Brown & Alcala, 1978.
- Gekko rossi Brown, Oliveros, Siler & Diesmos, 2009.
- Gekko russelltraini Ngo Van Tri, Bauer, Wood & Grismer, 2009.
- Gekko scabridus Liu & Zhou, 1982.
- Gekko scientiadventura Rösler, Ziegler, Vu, Herrmann & Böhme, 2004.
- Gekko sengchanthavongi Luu, Calame, Nguyen, Le & Ziegler, 2015.
- Gekko shibatai Toda, Sengoku, Hikida & Ota, 2008.
- Gekko shiva Pauwels, Meesook, Donbundit, Jindamad, Topai & Sumontha, 2025[8]
- Gekko siamensis Grossmann & Ulber, 1990.
- Gekko similignum Smith, 1923.
- Gekko smithii Gray, 1842.
- Gekko subpalmatus (Günther, 1864).
- Gekko swinhonis Günther, 1864.
- Gekko taibaiensis Song, 1985.
- Gekko takouensis Ngo & Gamble, 2010.
- Gekko tawaensis Okada, 1956.
- Gekko taylori Ota & Nabhitabhata, 1991.
- Gekko thakhekensis Luu, Calame, Nguyen, Le, Bonkowski & Ziegler, 2014.
- Gekko truongi Phung & Ziegler, 2011.
- Gekko verreauxi Tytler, 1865.
- Gekko vertebralis Toda, Sengoku, Hikida & Ota, 2008.
- Gekko vietnamensis Sang, 2010.
- Gekko vittatus Houttuyn, 1782.
- Gekko wenxianensis Zhou & Wang, 2008.
- Gekko yakuensis Matsui & Okada, 1968.